# Hilara margarita
Hilara margarita är en tvåvingeart som beskrevs av Saigusa 1963. Hilara margarita ingår i släktet Hilara och familjen dansflugor. Inga underarter finns listade i Catalogue of Life.